# جون كازالي
جون كازالي (12 أغسطس 1935 - 13 مارس 1978) (بالإنجليزية: John Cazale)‏ ممثل أمريكي من أصول أيطالية. 

## حياته
قدم 5 أفلام سينمائية طيلة حياته لكنه كان مميزا بالأدوار الكلاسيكية ويعود ذلك لشكلة ومظهره. قام بأول عمل فني من خلال بطولة الفيلم القصير الطريقة الأمريكية عام 1962 ولم يقدم شيء يذكر بعدها سوى ظهوره كضيف في حلقة من حلقات مسلسل شرطة نيويورك عام 1968. بعدها قدم أحد أشهر أدواره شخصية (فريدو) في فيلم العراب عام 1972 للمخرج فرانسيس فورد كوبولا تلاه الجزء الثاني عام 1974 ومنحه كوبولا أيضا دور ستان في فيلم المحادثة مع جين هاكمان وهاريسون فورد في نفس العام. في عام 1975 قدم رابع أفلامه «عصر يوم قائظ» مع صديق عمره النجم “آل باتشينو” وترشح من خلاله لجائزة الجولدن جلوب كأفضل ممثل في دور مساعد. 
آخر أفلام التي قدمها كان فيلم «صائد الغزلان» الذي صوره في فترة أصابته بمرض السرطان وقد كان في هذه الفترة على علاقة بالنجمة “ميريل ستريب” زميلته في الفيلم. عندما أكتشف فريق عمل فيلم صائد الغزلان بأصابته قرروا أخراجه من فريق العمل لكن صديقته ميريل ستريب هددت بترك الفيلم هي أيضا فأستمر كازال في الفيلم وتوفي مباشرة بعد الأنتهاء من الفيلم حتى قبل عرضه. رغم أن فترة كازال الفنية كانت قصيرة لكنه كان مميزا ويحسب له أن كل أفلامه تم أختيارها من ضمن أفضل 250 فيلم في تاريخ السينما.

## أفلامه
| السنة | العنوان                | الدور              | إخراج               | ملاحظة        |
| ----- | ---------------------- | ------------------ | ------------------- | ------------- |
| 1962  | الطريقة الأمريكية      | Beatnik            | مارفن ستاركمان      | فيلم قصير     |
| 1968  | قسم شرطة مدينة نيويورك | Tom Andrews        | ديفيد برسمان        |               |
| 1972  | العراب                 | Fredo Corleone     | فرانسيس فورد كوبولا |               |
| 1974  | المحادثة               | Stan               | فرانسيس فورد كوبولا |               |
| 1974  | العراب: الجزء الثاني   | Fredo Corleone     | فرانسيس فورد كوبولا |               |
| 1975  | عصر يوم قائظ           | Salvatore Naturile | سيدني لوميت         |               |
| 1978  | صائد الغزلان           | Stanley ("Stas")   | مايكل تشيمينو       | صدر بعد وفاته |

## وصلات خارجية
- جون كازالي على موقع IMDb (الإنجليزية)
- جون كازالي على موقع روتن توميتوز (الإنجليزية)
- جون كازالي على موقع ألو سيني (الفرنسية)
- جون كازالي على موقع تيرنر كلاسيك موفيز (الإنجليزية)
- جون كازالي على موقع أول موفي (الإنجليزية)
- جون كازالي على موقع قاعدة بيانات برودواي على الإنترنت (الإنجليزية)
- جون كازالي على موقع قاعدة بيانات الأفلام السويدية (السويدية)
- جون كازالي على موقع إن إن دي بي (الإنجليزية)
- جون كازالي على موقع قاعدة بيانات الفيلم (الإنجليزية)
- جون كازالي على موقع كينوبويسك (الروسية)

http://www.elcinema.com/person/pr2056111/
https://en.wikipedia.org/wiki/John_Cazale
ممثلون أمريكيون